# Fundacja Nowe Media
Fundacja Nowe Media – fundacja powstała w kwietniu 2008, której celem jest rozwijanie zainteresowań dziennikarskich oraz propagowanie ideałów rzetelnego dziennikarstwa wśród młodzieży w Polsce i za granicą. Siedziba Fundacji znajduje się w Warszawie, a zasięgiem działań obejmuje Polskę, Ukrainę i Białoruś. Fundacja prowadzi projekt tworzenia wirtualnych gazetek szkolnych w ramach Młodzieżowej Akcji Multimedialnej.
Prezesem Fundacji jest Robert Bogdański, w skład zarządu wchodzą również Małgorzata Wójcik (Wiceprezes) i Olga Hardziejczyk-Maziarska.